# Sun Jihai
Dans ce nom chinois, le nom de famille, Sun, précède le nom personnel.
Pour les articles homonymes, voir Sun.
Sun Jihai, né le 30 septembre 1977 à Dalian, est un ancien footballeur chinois.
Ses principaux atouts sont sa vitesse, la force physique, passage à niveau, et des incursions sur les ailes. Il est un joueur très polyvalent qui a joué comme arrière central, un milieu de terrain défensif, et un arrière. Sun est considéré comme une légende et un des acteurs les plus importants dans l'histoire du football chinois, ayant eu une carrière fructueuse à l'étranger.

## Clubs successifs

### Dalian Shide
Sun a commencé sa carrière professionnelle à Dalian Shide en 1995 et fait sa première apparition le 28 mai 1995. Comme beaucoup des meilleurs jeunes joueurs chinois de sa génération. Sun a connu une période de succès avec Dalian que le club a remporté quatre titres de champion et un titre de la Coupe FA chinois.

### Crystal Palace
Après trois années de succès à Dalian, Sun avec Fan Zhiyi signent pour Crystal Palace en 1998 pour un prêt. Ils sont devenus les premiers footballeurs chinois à jouer dans les ligues anglaises. Sun a fait ses débuts pour Crystal Palace dans de la défaite 3-0 de son équipe face à Bury. Il a été rappelé par Dalian Shide à la fin de son prêt.

### Manchester City
En 2002, Sun a signé pour Manchester City pour 2 millions de livres sterling et est devenu le premier joueur asiatique de l'Est de signer pour Manchester City. Il a fait ses débuts pour le club lors de la victoire 4-2 de son club contre Coventry City. Sun a connu un excellent début de sa première saison en Premier League . Sa défense solide et des incursions dangereuses en attaquant conquis de nombreux fans de la ville. Il a été élu le meilleur joueur de Manchester City pour le mois de septembre 2002. En octobre 2002, il est devenu le premier joueur chinois à marquer en Premier League lors de la victoire de 2-0 de son club contre Birmingham City. 
Au début de la saison 2004-05, Sun a endommagé ses ligaments croisés dans un tacle avec l'attaquant de Chelsea Eiður Guðjohnsen et a raté le reste de la saison. Après avoir récupéré et après un régime strictement physique conçu par son père, Sun récupère sa place de titulaire régulier dans l'équipe de départ de Manchester City . Dans la saison 2006-07, Sun a été blessé et il a fait son retour le 10 février 2007 contre Portsmouth. Avec l'arrivée de Sven-Göran Eriksson en tant que nouveau directeur, Sun a rarement joué dans la saison 2007-08 . Il a été remplacé par Vedran Ćorluka au poste de latéral droit.

### Sheffield United
Le 2 juillet 2008, Sun Jihai a signé un contrat de deux ans avec le club anglais de Sheffield United, évoluant à l'époque en Championship. Il n'a tenu que dix-neuf minutes pour son premier match amical avec Sheffield United, après avoir été expulsé pour un tacle avec ses deux jambes. Il a continué à être titulaire dans le match d'ouverture de la saison 2008-09 contre Birmingham City. Il a été expulsé lors d'un match contre Coventry City après une longe tacle par derrière sur joueur adverse Michael Mifsud. Après avoir joué régulièrement jusqu'en novembre, il a succombé à une blessure et par la suite échoué son retour dans l'équipe première en n'effectuant qu'une poignée d'apparitions en FA Cup durant la deuxième moitié de la saison. Sun a ensuite été libéré de son contrat en juillet 2009 avec Sheffield United en affirmant qu'il avait "pas réussi à s'implanter" dans le Yorkshire. 